# Cratere Chive
Chive  è un cratere sulla superficie di Marte.